# حمله هوایی بلیون
در تاریخ ۲۷ فوریه سال ۲۰۲۰، در اوج عملیات فجر ادلب ۲، نیروی هوایی سوریه و احتمالاً نیروی هوایی روسیه، دو حمله هوایی علیه کاروان ارتش ترکیه در بلیون، ادلب انجام دادند. به گفته رئیس‌جمهور ترکیه رجب طیب اردوغان، این حملات منجر به کشته شدن ۳۴ سرباز ترک شد، در حالی که دیگر منابع نزدیک به ترکیه اعلام کردند که این حملات منجر به کشته شدن ۵۰ تا ۱۰۰ سرباز ترک شده‌است، و باعث شد که این حمله به مرگبارترین حادثه برای ترکیه از زمان شروع مداخله آنها در جنگ داخلی سوریه تبدیل شود. بین ۳۶ تا ۶۰ سرباز نیز زخمی شدند که از این تعداد ۱۶ نفر در وضعیت بحرانی قرار دارند. این حمله تبدیل به یکی از مرگبارترین حملات علیه نیروهای ارتش ترکیه در خارج از خاک این کشور از زمان مداخله نظامی ترکیه در قبرس شد. این حملات منجر به آغاز عملیات سپر بهار توسط نیروهای مسلح ترکیه در استان ادلب شد.

## حمله هوایی
حوالی ساعت ۱۱ صبح روز ۲۷ فوریه سال ۲۰۲۰، دو فروند جنگنده روسی سوخو-۳۴ و دو فروند جنگنده سوری سوخو-۲۲ بمباران شدیدی را علیه نیروهای هیئت تحریر الشام در حومه جنوبی استان ادلب سوریه آغاز کردند. به گفته منابع روسی، پس از ساعت ۱ بعد از ظهر، نیروهای ترکیه با استفاده از سامانهٔ پدافند هوایی همراه بیش از ۱۵ حمله علیه جت‌های روسی و سوری انجام دادند، که گفته می‌شود برخی هواپیماهای روسی هنگام فرار از آتش سامانهٔ پدافند هوایی آسیب دیدند.
حوالی ساعت ۵ بعد از ظهر، یک گردان پیاده‌نظام مکانیزه متشکل از حدود ۴۰۰ سرباز ارتش ترکیه که در قالب یک کاروان در حال حرکت بود، در جاده بین الباره و بلیون، در حدود پنج کیلومتری شمال کفر نابل هدف یک حمله هوایی قرار گرفت. یک حمله هوایی سبک توسط سوخو-۲۲ها کاروان را متوقف کرد و پس از آن بمباران شدیدتر شد و سربازان تیپ ۶۵ مکانیزه ترکیه را مجبور کرد به ساختمان‌های اطراف پناه ببرند. به گفته المانیتور، «احتمالاً هواپیماهای روسی با بمب‌های هدایت لیزری کاب-۱۵۰۰ ال ساختمان‌هایی که سربازان ترک به آن پناه برده بودند را هدف قرار دادند»، که باعث فروریختن دو ساختمان و گرفتار شدن تعدادی سرباز ترک در زیر آوارهای آن شد. روز بعد روسیه انجام حملات هوایی در ادلب را تکذیب کرد و اظهار داشت که تلاش کرده ارتش سوریه را متقاعد کند در منطقه آتش‌بس اعلام کند تا اجازه دهد سربازان ترکیه از منطقه خارج شوند، اما متذکر شد که نیروهای ترکیه نباید در جایی که «عملیات ضد تروریستی» در آن جریان داشت حضور می‌یافتند و اعلام داشت که ترکیه دربارهٔ حضور نظامیان خود در ادلب به ما اطلاع نداده بود. ترکیه خاطرنشان کرد: روسیه از مکان نیروهای ترکیه آگاه بوده‌است، چرا که دو کشور مرتباً در این باره با یکدیگر ارتباط برقرار می‌کردند.
ارتش ترکیه به دلیل تلفات انسانی بالا، تیپ ۶۵ پیاده‌نظام مکانیزه را منحل کرد و نیروهای باقی مانده را به یگان‌های دیگر اعزام کرد.

## انتقام ترکیه
براساس اعلام وزارت دفاع ملی ترکیه، ترکیه به حملات هوایی پاسخ داد و ادعا کرد ۳۲۹ سرباز دولت سوریه را از پا درآورده و پنج فروند بالگرد، ۲۳ تانک، ۱۰ خودروی زرهی، ۲۳ توپ و هویتزر، پنج دستگاه کامیون مهمات، یک سامانه سام-۱۷ و یک سام-۲۲، سه انبار مهمات، دو انبار ذخیره کالا و یک ساختمان مرکزی متعلق به دولت سوریه را منهدم کرده‌است، که قابل تأیید نیست. یک مقام نظامی سوریه اذعان کرد که وسایل نقلیه زرهی و وانت‌های مسلح آنها به شدت هدف قرار گرفته و زرادخانه آنها در شمال غربی سوریه به شدت آسیب دیده‌است. دیده‌بان حقوق بشر سوریه گزارش داد که بین ۲۸ فوریه و ۵ مارس، ۱۷۰ سرباز سوری و ۲۷ جنگجوی خارجی متحد دولت سوریه در اثر حملات هواپیماهای بدون سرنشین و توپخانه ترکیه کشته شدند. بر اثر آتش دولت سوریه، هفت سرباز ترکیه کشته و ۲۱ نفر دیگر زخمی شدند.
طبق اعلام وزارت دفاع ترکیه، در این عملیات از هواپیماهای جنگنده، هواپیماهای بدون سرنشین جنگی و آتش زمینی استفاده شده‌است. به گفته منابع ترک، هواپیماهای بدون سرنشین جنگی ترکیه وارد فضای هوایی سوریه شدند در حالی که جنگنده‌های اف-۱۶ نیروی هوایی ترکیه بدون وارد شدن به حریم هوایی سوریه اقدام به شلیک بمب‌های هدایت شونده دوربرد کردند.
همچنین ترکیه روز بعد سامانهٔ موشکی زمین‌به‌هوای ام‌آی‌ام-۲۳ هاوک را در مرزهای خود با سوریه مستقر کرد.

## واکنش‌ها
روز بعد از حملات هوایی، اعتراضاتی علیه روسیه در برابر کنسولگری این کشور در استانبول صورت گرفت. کابینه ترکیه در رابطه با حملات هوایی یک جلسه اضطراری برگزار کرد. دولت ترکیه سپس حکومت سوریه را تهدید به تلافی این حمله هوایی کرد و مرزهای خود را برای ورود پناهجویان به اروپا باز کرد. علاوه بر این، وزیر امور خارجه ترکیه، مولود چاووش اوغلو با دبیرکل ناتو، ینس استولتنبرگ در مورد این واقعه صحبت کرد.
در ۲۹ فوریه ۲۰۲۰، هیئت یونان در ناتو صدور بیانیه مشترک برای حمایت از ترکیه در رابطه با عملیات نظامی این کشور در سوریه را وتو کرد. به نوشته روزنامه کاتیمرینی، دلیل این وتو این بود که ایالات متحده، انگلیس، فرانسه، آلمان، درخواست یونان برای اضافه کردن پاراگرافی در رابطه با مسئله پناهندگان و هجوم مهاجران از ترکیه به یونان را رد کردند.
در ۲ مارس ۲۰۲۰، وزیر دفاع آمریکا مارک اسپر حمایت هوایی آمریکا از ترکیه در ادلب سوریه را رد کرد. ژنرال مارک میلی، رئیس ستاد مشترک ارتش آمریکا، اظهار داشت که آنها اطلاعات کافی دربارهٔ اینکه چه کسی این حمله هوایی را فرماندهی کرده‌است ندارند.
در ۱۷ مارس سال ۲۰۲۰، وزیر امور خارجه آمریکا، مایک پومپئو دور جدیدی از تحریم‌ها علیه مقامات دولت سوریه را اعلام کرد و همچنین برای اولین بار علناً روسیه را مسئول کشته شدن سربازان ترکیه در سوریه معرفی کرد و بدون اشاره به حادثه خاصی گفت: ما معتقدیم که روسیه ده‌ها سرباز ترکیه را در جریان عملیات نظامی خود در سوریه، کشته‌است.
از آنجا که مواجهه‌ی مستقیم نظامی بسیار پرخطر بود، آنکارا از مخالفان روسیه در درگیری‌های دیگر، به ویژه در اوکراین و لیبی حمایت کرد. از آوریل تا ژوئن ۲۰۲۰، ترکیه لیبی را به عنوان جبهه‌ای علیه روسیه برای افزایش فشار بر مسکو پس از وقایع سوریه و تضعیف نیروهای مزدور واگنر به کار گرفت.

حملات هواپیماهای بدون سرنشین ترکیه و عملیات هوایی منجر به تلفات قابل توجهی برای روسیه شد که می‌توان آن را انتقام غیرمستقیم برای اتفاقات ادلب دانست.

در واکنش به افزایش تنش‌ها با روسیه در سوریه، به ویژه پس از حمله‌ی هوایی به نیروهای ترکیه در بالیون (فوریه ۲۰۲۰)، ترکیه همکاری نظامی خود را با اوکراین افزایش داد. ارسال پهپادهای ترکیه به اوکراین انتقامی مستقیم برای حمله‌ی بالیون نبود، اما بخشی از استراتژی گسترده‌تر ترکیه برای تحت فشار قرار دادن روسیه در چندین منطقه به طور همزمان، به ویژه در سوریه، لیبی و اوکراین بود.